# 东藏记
《东藏记》是作家宗璞的长篇小说，曾荣获2005年第6届茅盾文学奖。《东藏记》是《南渡记》的续篇，2000年人民文学出版社出版。2019年9月23日，《东藏记》入选“新中国70年70部长篇小说典藏”。

## 故事梗概
《东藏记》讲述了明仑大学（国立西南联合大学）历史系教授孟樾、夫人吕碧初和女儿孟离己、孟灵己等一家人跟随大学南迁云南省昆明市之后的艰难生活，抒发了知识分子对家人、朋友和国家的热爱

## 主要人物
| 人物   | 简介                           |
| 孟樾   | 明仑大学历史系教授。           |
| 吕碧初 | 孟樾的妻子，家庭妇女。         |
| 卫葑   | 明仑大学物理教师，孟樾的外甥。 |

## 创作
1985年，宗璞开始长篇小说《野葫芦引》的创作，包括《南渡记》《东藏记》《西征记》《北归记》。